# ワルサースルー
『ワルサースルー』は、たかなし霧香の漫画作品。『月刊少年ガンガン』（エニックス、現・スクウェア・エニックス刊行）1998年4月号から2000年10月号までに掲載された。コミックス全2巻。

## 登場人物

### ワルサースルー
表向きは探偵社だが、その正体は世界征服を狙う秘密結社。金のためではなく、悪いことをしたいから悪いことをしている。「何事もあきらめずに最後までコツコツがんばろう」が合言葉。
セルジオ・バートレット (22)
本作の一応主人公。まじめに悪に憧れ、悪を目指す新入社員だったが、他の変人達に振り回される日々を送っている。作中唯一の常識人でツッコミ担当。銃が好きで部屋に飾っており、エアソフトガンで格好良くアクションの練習をしていたほど。かなり鈍い性格。
ケイト・トレイシー (16)
明るくかわいく悪を目指す乙女。趣味は生き埋めとかなり型破りな性格。16歳だが、既に高校は卒業している。銃が好きで部屋にいくつか飾っている。セルジオのことが好きだが、気づいてもらえない。ただし、鈍い所も気に入っている様子。物語初期ではまだポッチンに慣れきっていない描写があったものの、ポッチンの実家で普通に振舞えたり、マリの加入で暴走気味のポッチンを軽くあしらえるなど、他のメンバーに比べると大分慣れているようである。
ポッチン (25)
本作の真の主人公。四足歩行や時折発する謎の言語、人間離れした容姿からどこからどう見ても謎の生命体と思われがちだが、一応人間らしい。ケイトの恋人だと勝手に思い込んでいた。社長曰く今世紀最大の極悪人らしいが、とても弱い。性格はヘビのように残忍らしいが、実力は全然ない。謎の行動で人を惑わせることが好きだが、いざ受けに回ると弱い。加えて、変な人に好かれやすい体質である。制服マニアで部屋に飾っている。セルジオと相部屋。すみっこが好き。
実家は資産家で両親は美形だが、四足歩行や謎の言語は親譲りであったらしい。最終話にて、実は呪われていただけの普通の人間であったことが判明する。
社長
ワルサースルー社長にしてケイトの母。美人だが男の趣味は悪く、ブサイクが大好き。その理由は「欠点ある人がそれを美点に変えたときが素晴らしいから」だそうである。ケイトと共部屋で、娘同様に銃が好き。基本的には司令塔のような存在であるが、Mr.ジェロニモ護衛の際には、ポッチンのふりをしながら暴漢を撃退するという離れ業を行っており、実力がある事が示唆されている。
レオナルド・プリンオトコ
人間離れにブサイクなケイトの父。頭部がプリンの形をした男で、性格も頭も悪いが社長は顔にのみ惚れて結婚した。そのため、社長とは恋愛結婚である。Mr．ジェロニモ曰く「第六天の魔王の台形男」（言っている本人も意味は判っていない）。

### 上佐イアーク（上佐グループ）
マリナ
上佐社長の秘書サイボーグ。ワルサースルーを敵視していたが、後にワルサースルーに入社。
上佐グループ技術班製造。製造5年、設定年齢18歳だが、グレているため老けて見える。足の裏のジェットで空を飛べる、口から火炎放射、口で物を吸引するなど便利機能満載。ボディは銃弾を跳ね返しても傷がつかないほどの硬度を持つ。グレた理由はお茶くみとコピーばかりやらされていたからで、かつては従順で高性能なサイボーグだった。アルコールがエネルギー源。終盤で、ポッチンを見た際のストレスを恋心だと勘違いし、ジェロニモとポッチンを取り合っている。
上佐社長
ブサイクで人使いの荒い社長。上佐グループ壊滅後はマリナと共にワルサースルーに入社するが、周りの変態たちとは何の問題もなく馴染んでいた。

### その他
Mr.ジェロニモ
見た目はビジュアル系。ふとしたきっかけからポッチンに恋してしまう。タンクトップの女の子が好きである。刑事であったが、収賄を拒んだことにより、8話以降では無職になってしまい、路上で歌を歌ったり、自作のポッチンの似顔絵を売って生活していた。一度死にかけたが、偶然飛んできたポッチンの姿を見て復活したことも。
ポーラ
ポッチンによく似た女性だが、圧倒的な破壊力を持つ。出会って間もないポッチンと両想いになったため、面食いのポッチンでも自分と同じ顔は最上級の美人であると、セルジオを驚かせている。ポッチンに良く似た姿は、ポッチンと同じく呪いにかけられた影響であり、実際は彼同様に絶世の美女である。呪いが解かれた後もポッチンに一目惚れしたが、当のポッチンは彼女から逃げていた。ポッチン同様、四足歩行は先天的なものである。
ボケナス・ポポン
邪悪の化身。ポ族に宿るクリスタル・オブ・ワルイコトが集結する事で出現し、世界の滅亡を企んでいたが、唯一絶対的な力を与え損ねたポッチンに露出していた乳房を噛まれ、反抗されたとして消滅してしまった（実際はポポンの乳房にポッチンが魅力を感じて噛み付いただけ）。
ワキガモーバリクサイ
ワルサースルーにボデーガードを依頼しに来たが、顔があまりにブサイクであったため断られた。
ニャマンサ
エリートナマコ集団「ニャマッコ王国」の王女プリンオトコにどこからか拾われてきた。
ナマンドレ
ニャマッコ王国の王。名君であるが、毒殺されそうになっていた。ニャマンサを食べようとしたポッチンからニャマンサを救うべく、自身の内臓を吐き出す。絶命したかに思われたが、ナマコは自身の内臓を吐き出す事で身を守り、後々内臓が再び形成されるため、死んでいなかった。毒に侵された内臓が無くなったため、以前より元気になったようである。
ヘンタイ看守
変態である。上佐イアークの地下にいる。彼を喜ばすことができれば脱獄は許される。
幼稚園の親分
他の園児を束ねるダブリの幼稚園児である。ワルサースルーに千年分のおやつを要求した。18歳。
ジャスティス
少年探偵団「タダシィー☆レンチュー」のリーダー格。恋人のラブが失くしたペンダントの捜索をワルサースルーに依頼し、ペンダントは見つかるものの、ワルサースルーが悪の組織だと気付くと彼らと対抗するようになった。しかしワルサースルーが提示した、大方の探偵の仕事（浮気捜査など）を見てそれに興味を示すなど、悪に絶対的な抵抗を見せるというわけでもない。
ラブ
タダシィー☆レンチューのメンバー。ジャスティスの恋人。
ブレイブ
タダシィー☆レンチューのメンバー。メンバー内では一番影が薄い。
ヌケサク大魔王
ボケナス・ポポンの消滅と共に地球に舞い降りた悪の思念体。ポポン同様、ポッチンとポーラを自身の配下に置く。語尾に「きゃんす」と付ける。
クリアランス・セール
某国の新大統領。表向きは善人だが実際はかなりの悪人で、辞職を考える部下も少なくない。突如として現われたポッチン（社長の差し金）に襲われ、彼に唇を奪われた事がトラウマとなり、療養生活を余儀なくされ大統領の座を追われた。
モチモチ・ヘソオ
ポッチンがクリアランスを襲撃した後、その場にいた女性たちを襲おうとしたところ彼女たちを救い、それから大きな支持を得てクリアランスの後任となった。史上稀に見る善政を行なったらしい。クリアランスとは大統領選で争っており、ヘソオ自身はブサイク好きの社長から高い支持を得ていた。クリアランス就任で激しい憤りを感じた社長がクリアランスに刺客としてポッチンを送り込んだ事が、ヘソオの大統領就任と言う事態を作り上げた。
幽霊の女
ふとした事故で死亡したが、生き別れとなった弟が気がかりで地縛霊となり、彼を探すためにワルサースルーに人物捜索を依頼した。きちんとした家庭を築いて幸せに暮らす弟の姿を確認すると、自身の想いを悔い改め成仏したが、ワルサースルーに新たな霊騒動を引き寄せてしまっていた。
ジャギ
ワルサースルーに人物捜索を依頼した幽霊女の、目的となる生き別れの弟。お姉さん想いの良い弟だったとの事。すでに家庭を築いており、姉の成仏を感じている。

## 作中の物
クリスタル・オブ・ワルイコト
世界のあらゆる悪い力を増幅させ、世界を征服させる力さえ持つとされる謎の結晶体。文献・資料・目撃者のすべてが全く存在しないことから長らく伝説とされてきたが、裏の世界ではかなり有名なものであった。
5種類存在し、それぞれ「ワルイゾ」「ワルイデ」「ワルイヨ」「ワルスギ」「メチャワルイ」と刻印されている。由来はそれぞれがポ族なる存在（ポッチンやポーラ）の体内に埋め込まれていたものであった。しかし、実際には邪悪の化身、ボケナス・ポポンが出現するために用意したものに過ぎなかった。
さんすうずいずい
ケイトがよく見ているテレビ番組。
献ケツ広場
全国からたくさんのケツが集まる広場。見るも良し、触るも良し、自分のケツを寄付するも良し。ただケイトがポッチンを移動させるための方便で、本当はただの男風呂。
悪のラジオ体操
ワルサースルー達が日々行うラジオ体操。常に邪悪な表情で行い、邪気を体に取り込むことによって、悪の心を引き出すことができるらしい。
闇のオークション
世界各国の珍品奇品が集まるオークション。クリスタル・オブ・ワルイコトが出品されていた。その他の出品物は「酒屋のコスプレ親父のキスマーク」「輝く黄金のくびれ像」などである。会場の入り口では薄絹を纏ったおじさんのピンバッジが配られている。

## 単行本
全2巻刊行された。
1. ISBN 4-7575-0092-0
2. ISBN 4-7575-0385-7